# Права человека в Абхазии
Права человека в Абхазии гарантируются II главой Конституции, которая ссылается на присоединение Абхазии ко «Всеобщей декларации прав человека», МПГПП и МПЭСКП (статья 11). Однако Абхазия не является членом ООН и не признаётся участницей упомянутых пактов ООН по правам человека, в отличие от Грузии, чей суверенитет и территориальная целостность признаны большей частью международного сообщества.
В частично-признанной Республике Абхазия также официально существует смертная казнь. Несмотря на то, что к ней было приговорено несколько заключённых, она пока что не применялась. Также запрещены аборты и однополые браки.
В то же время, Конституция Абхазии допускает избрание Президентом Абхазии только абхаза (статья 49). Тем не менее, гражданином Абхазии может быть человек любой национальности.

## Внутренние и международные учреждения
При Президенте Республики Абхазия существует должность Уполномоченного по правам человека (в 2008 г. — Георгий Отырба).
24 февраля 2016 г. в Республике Абхазии был принят Закон РА «Об Уполномоченном по правам человека в Республике Абхазия». В соответствии с ст. 1 данного закона «Должность Уполномоченного по правам человека в Республике Абхазия учреждается настоящим Законом в целях обеспечения гарантий государственной защиты прав и свобод человека и гражданина, содействия их соблюдению и уважению органами государственной власти, органами местного самоуправления и должностными лицами». Таким образом в Абхазии был учрежден институт парламентского омбудсмена.
Первым Уполномоченным по правам человека в Абхазии стал Маршания Дмитрий Зубович. 22 ноября 2016 г. на должность Уполномоченного по правам человека был назначен Дмитрий Маршан. Однако работа Уполномоченного тормозилась в силу того, что государство своевременно не оказало практически никакой материально-технической помощи, необходимой для начала полноценного функционирования института. Аппарат Уполномоченного на тот момент даже не имел собственного офиса. Отсутствие финансового, имущественного и кадрового обеспечения деятельности Уполномоченного не позволяли ему осуществлять прием граждан и рассмотрение письменных жалоб заявителей надлежащим образом. 16 октября 2017 г. Д. З. Маршан ушел с занимаемой должности по собственному желанию.
Вторым — Асида Георгиевна Шакрыл. 21 марта 2018 г. на должность Уполномоченного по правам человека в Республике Абхазия парламентом РА была избрана Асида Шакрыл, ранее руководившая работой Общественной приемной по правам человека в Центре Гуманитарных Программ. 11 декабря 2018 г. в одном из помещений Национальной библиотеке им. И. Папаскир открылся офис Уполномоченного по правам человека в РА.
В 2020 г. Уполномоченной А. Г. Шакрыл был представлен первый в Абхазии доклад по правам человека «Ежегодный доклад о деятельности
Уполномоченного по правам человека в Республике Абхазия за 2018—2019 гг.»
До прекращения мандата Миссии ООН по наблюдению в Грузии в 2009 г. действовало Отделение по правам человека в Сухуми, состоявшее из сотрудников ОБСЕ и Управления верховного комиссара ООН по правам человека. Его мандат предусматривал защитные функции, включая сбор информации у пострадавших и свидетелей и ведение индивидуальных жалоб.
В 2017 году Абхазию посетил известный исследователь и правозащитник Т. Хаммарберг. По результатам исследования Т. Хаммарберг и М. Гроно издали Доклад «Ситуация с правами человека в сегодняшней Абхазии» который является первым и на данный момент единственным не предвзятым и актуальным исследованием по данной проблеме в Абхазии.
Как отметил известный абхазский правозащитник С. Гезердава идея проведения данного доклада «возникла в рамках женевских дискуссий. Интересно то, что эта идея возникла в связи с недостатком достоверной, объективной информации о правах человека в Абхазии. С нашей стороны такие доклады не готовились на официальном уровне, на которые могли бы абхазские участники женевских дискуссий опираться. С другой стороны, грузинские участники всегда готовы были представить свою оценку, представляли ее о ситуации в Абхазии, которая вообще мало что имела общего с реальностью. И это были политизированные оценки. Эти доклады и эти оценки использовались как политические инструменты критики в основном».
В качестве примера можно привести Доклад ООН по Грузии, обсужденного на 45-й сессии Совета ООН по правам человека, в котором говорится, что «несмотря на отсутствие доступа, в Управлении все же смогли собрать информацию о ситуации с правами человека в Абхазии и Южной Осетии и прилегающих районах…». А так же доклад Народного защитника Грузии «Специальный отчет Народного защитника Грузии. Права женщин и детей в регионах, пострадавших от конфликтов. Обзор 2014—2016 гг.» который построен, большей частью, на домыслах, информации из газет (в том числе аффилированных с Грузией) и информацией от «анонимных источников».

## Средства массовой информации
В Абхазии существует несколько независимых газет и одна независимая радиостанция SOMA. Электронные средства массовой информации частично контролируется государством.

## Список литературы
Маршания Дмитий Зубович: Права и свободы человека и гражданина в Республике Абхазия. 2008 год.
Логинов А. В. К некоторым проблемам функционирования института Уполномоченного по правам человека (Омбудсмена) в Республике Абхазия. Часть 1. // Теология. Философия. Право. 2018. № 2 (6). С. 84-94.
Логинов А. В. Становление института Уполномоченного по правам человека (Омбудсмена) в Республике Абхазия и в Российской Федерации. // Московский журнал международного права. 2018. № 2. С. 23-41
Логинов А. В. Шведская и Ближневосточная теории о происхождении института Омбудсмена. // International Law Journal. 2019. Т. 2. № 3. С. 117—124.
Логинов А. В. Историко-правовой анализ развития института Омбудсмена в Абхазии. // Скиф. Вопросы студенческой науки. 2020. № 4 (44). С. 136—140.